# Pachi Valle-Riestra
María Paz Valle-Riestra Ortiz de Zevallos (Nueva York, Estados Unidos, 9 de noviembre de 1968), conocida como Pachi Valle-Riestra, es una bailarina y actriz peruana.

## Biografía
Hija de José Valle-Riestra Salazar y María del Carmen Ortiz de Zevallos Grau, esta última desciende de José Bernardo de Tagle, 4º marqués de Torre Tagle y expresidente del Perú y de Miguel Grau Seminario.
María Paz nació en Estados Unidos, a los 6 meses se mudó al Perú, en donde estudió en el Colegio San Silvestre; a los 7 años se mudó a Cali, Colombia de donde regresó a los 14. Una vez graduada, empezó a estudiar danza en el Ballet Municipal hasta que postuló a la State University of New York, de Purchase. Por 8 años vivió en Nueva York, en donde estudió y participó en diferentes musicales y formó el grupo Birlibirloque, con el cual hizo presentaciones en diferentes estados.
En 1995, regresó al Perú y formó la academia Pata de Cabra.
En 1997, incursionó en la actuación con la serie Polvo para tiburones, en la cual interpretó a una bailarina de estriptis; ese mismo año participó en La rica Vicky, en donde interpretó a una arribista.
En el 2006, fundó junto a Karine Aguirre, Cori Cruz y Carola Robles, el grupo de danza contemporánea Cuatro Costillas Flotantes.
En el 2007, participó como jurado en Desafío y Fama. Al siguiente año fue convocada por Gisela Valcárcel para formar parte del jurado de Bailando por un sueño; continuó en El show de los sueños (2009), luego en las temporadas de El gran show de 2010 hasta la actualidad. En 2018 asumió como jueza en Los cuatro finalistas: Baile.
Es profesora de la escuela de Danza Contemporánea de la Pontificia Universidad Católica del Perú.

### Vida privada
Tiene una relación de varios años con la periodista Bibiana Melzi.

## Créditos

### Danza-teatro

#### Bailarina
- Marea / Motriz (2011)
- Comer, una obra en tres platos para estómagos hambrientos (2010)[7]
- Corpus breve (2009)
- Suspiro a la Limeña (2006)
- El Pecado del Mirón (2002)
- Gregario (2000)
- En Búsqueda de un Milagro (1999)
- Arritmia (1999)
- La vida del Equilibrio (2017)

#### Directora/coreógrafa
- Tita y Lola, Lola y Tita (2015)
- La caZa del corazón (2012)
- De Pichangas y Muñecas (2013)
- Marea / Motriz (2011)
- Corpus breve (2009)
- Suspiro a la Limeña (2006)
- El Pecado del Mirón (2002)
- Gregario (2000)
- En Búsqueda de un Milagro (1999)
- Arritmia (1999)

### Televisión
- Los cuatro finalistas: baile (2018) Jurado
- El gran show (2010-2017) Jurado
- El show de los sueños (2009) Jurado
- Bailando por un sueño (2008) Jurado
- Desafío y fama (2007) Jurado
- La muerte de Eros (2003)
- Polvo para tiburones (1997)
- La rica Vicky (1997)